# Football Manager 2018
Football Manager 2018 (également appelé FM 2018) est un jeu vidéo de gestion sportive de football édité par Sega et développé par Sports Interactive, dont la sortie est prévue le 10 Novembre 2017 sur Windows, Mac OS X, Linux, Android et IOS. Il fait partie de la franchise Football Manager.

## Système de jeu
Football Manager 2018 est un jeu de simulation sportive.
Trois versions du jeu sortent simultanément : Football Manager 18 pour PC, Mac et Linux, Football Manager Touch 2018 (une version simplifiée centrée sur les aspects les plus ludiques, la tactique et le recrutement) pour PC, Mac, Linux, iOS et Android, et Football Manager Mobile 2018 pour iOS et Android.
Outre la mise à jour de la base de données, la nouvelle mouture propose une nouvelle version du moteur de jeu et une gestion repensée de l'état d'esprit de l'effectif,.